# كينيث كوندي
كينيث كوندي هو سياسي أمريكي، ولد في 24 يوليو 1916، وتوفي في 28 يناير 1992. نشط حزبياً في الحزب الديمقراطي. وقد انتخب عضو جمعية ولاية ويسكونسن ‏.